# Cougar C26S
Chronologie des modèles
Cougar C24S Cougar C28S
La Cougar C26S est une voiture de course construite par Courage Compétition destinée à participer au championnat du monde des voitures de sport. Quatre châssis ont été assemblés et ont couru.

## Résultats sportifs
| Course                                           | Date          | no | Écurie              | Pilotes                                           | Châssis                            | Classement             |
| Course                                           | Date          | no | Écurie              | Pilotes                                           | Moteur                             | Classement             |
| ------------------------------------------------ | ------------- | -- | ------------------- | ------------------------------------------------- | ---------------------------------- | ---------------------- |
| Trofeo Caracciolo (430 km)                       | 5 mai         | 12 | Courage Compétition | Lionel Robert François Migault                    | C26-007                            | 9e                     |
| Trofeo Caracciolo (430 km)                       | 5 mai         | 12 | Courage Compétition | Lionel Robert François Migault                    | Porsche Type-935 3.0L Turbo Flat-6 | 9e                     |
| Trofeo Caracciolo (430 km)                       | 5 mai         | 13 | Courage Compétition | Michel Trollé Claude Bourbonnais                  | C24-005                            | 10e                    |
| Trofeo Caracciolo (430 km)                       | 5 mai         | 13 | Courage Compétition | Michel Trollé Claude Bourbonnais                  | Porsche Type-935 3.0L Turbo Flat-6 | 10e                    |
| British Empire Trophy (430 km)                   | 19 mai        | 12 | Courage Compétition | Marco Brand François Migault                      | C26-007                            | Abandon                |
| British Empire Trophy (430 km)                   | 19 mai        | 12 | Courage Compétition | Marco Brand François Migault                      | Porsche Type-935 3.0L Turbo Flat-6 | Abandon                |
| British Empire Trophy (430 km)                   | 19 mai        | 13 | Courage Compétition | Michel Trollé Claude Bourbonnais                  | C24-005                            | 9e                     |
| British Empire Trophy (430 km)                   | 19 mai        | 13 | Courage Compétition | Michel Trollé Claude Bourbonnais                  | Porsche Type-935 3.0L Turbo Flat-6 | 9e                     |
| 24 Heures du Mans                                | 22 au 23 juin | 12 | Courage Compétition | Lionel Robert François Migault Daniel Raulet      | C26-007                            | 11e                    |
| 24 Heures du Mans                                | 22 au 23 juin | 12 | Courage Compétition | Lionel Robert François Migault Daniel Raulet      | Porsche Type-935 3.0L Turbo Flat-6 | 11e                    |
| 24 Heures du Mans                                | 22 au 23 juin | 13 | Courage Compétition | Johnny Dumfries Anders Olofsson Thomas Danielsson | C26-006                            | Abandon                |
| 24 Heures du Mans                                | 22 au 23 juin | 13 | Courage Compétition | Johnny Dumfries Anders Olofsson Thomas Danielsson | Porsche Type-935 3.0L Turbo Flat-6 | Abandon                |
| 24 Heures du Mans                                | 22 au 23 juin | 47 | Courage Compétition | Michel Trollé Marco Brand Claude Bourbonnais      | C24-005                            | 11e                    |
| 24 Heures du Mans                                | 22 au 23 juin | 47 | Courage Compétition | Michel Trollé Marco Brand Claude Bourbonnais      | Porsche Type-935 3.0L Turbo Flat-6 | 11e                    |
| 24 Heures du Mans                                | 22 au 23 juin | 48 | Courage Compétition | Chris Hodgetts Andrew Hepworth Thierry Lecerf     | C02-002                            | Ne s'est pas qualifiée |
| 24 Heures du Mans                                | 22 au 23 juin | 48 | Courage Compétition | Chris Hodgetts Andrew Hepworth Thierry Lecerf     | Porsche Type-935 3.0L Turbo Flat-6 | Ne s'est pas qualifiée |
| 430 kilomètres du Nürburgring ADAC Sportwagen WM | 18 août       | 12 | Courage Compétition | Lionel Robert François Migault                    | C26-007?                           | 6e                     |
| 430 kilomètres du Nürburgring ADAC Sportwagen WM | 18 août       | 12 | Courage Compétition | Lionel Robert François Migault                    | Porsche Type-935 3.0L Turbo Flat-6 | 6e                     |
| 430 kilomètres du Nürburgring ADAC Sportwagen WM | 18 août       | 13 | Courage Compétition | Marco Brand Andrea Filippini                      | C24-005?                           | Abandon                |
| 430 kilomètres du Nürburgring ADAC Sportwagen WM | 18 août       | 13 | Courage Compétition | Marco Brand Andrea Filippini                      | Porsche Type-935 3.0L Turbo Flat-6 | Abandon                |
| 430 kilomètres de Magny-Cours                    | 15 septembre  | 12 | Courage Compétition | Lionel Robert François Migault                    | C26-007?                           | Abandon                |
| 430 kilomètres de Magny-Cours                    | 15 septembre  | 12 | Courage Compétition | Lionel Robert François Migault                    | Porsche Type-935 3.0L Turbo Flat-6 | Abandon                |
| 430 kilomètres de Magny-Cours                    | 15 septembre  | 13 | Courage Compétition | Marco Brand Denis Morin                           | C24-005?                           | 9e                     |
| 430 kilomètres de Magny-Cours                    | 15 septembre  | 13 | Courage Compétition | Marco Brand Denis Morin                           | Porsche Type-935 3.0L Turbo Flat-6 | 9e                     |
| 430 kilomètres de Mexico                         | 6 octobre     | 12 | Courage Compétition | Tomas Saldaña François Migault                    | C26-007?                           | 10e                    |
| 430 kilomètres de Mexico                         | 6 octobre     | 12 | Courage Compétition | Tomas Saldaña François Migault                    | Porsche Type-935 3.0L Turbo Flat-6 | 10e                    |
| 430 kilomètres de Mexico                         | 6 octobre     | 13 | Courage Compétition | Pascal Fabre Lionel Robert                        | C24-005?                           | 7e                     |
| 430 kilomètres de Mexico                         | 6 octobre     | 13 | Courage Compétition | Pascal Fabre Lionel Robert                        | Porsche Type-935 3.0L Turbo Flat-6 | 7e                     |